# Carlos Celso Cordeiro
Carlos Celso Cordeiro, (Afogados da Ingazeira, 8 de outubro de 1943 — Recife, 23 de janeiro de 2016), foi um engenheiro, administrador, escritor e pesquisador do futebol brasileiro.

## Biografia
Engenheiro mecânico aposentado da CHESF, torcedor fanático pelo Náutico, viu no futebol uma nova dedicação e, mesmo sem apoio, passou a publicar livros em série sobre Náutico, Sport e Santa Cruz. Pesquisador nato, colecionava todos os dados possíveis sobre os resultados dos grandes clubes da capital pernambucana em 1982. Frequentava diariamente o Arquivo Público, na Rua do Imperador no Recife. Publicou uma série de livros sobre os três grandes clubes da capital pernambucana Náutico, Sport e Santa Cruz. Nas suas publicações é possível encontrar datas, resultados, escalações, gols, juízes, público etc. Ao todo, publicou 21 livros, com uma exatidão extraordinária dos fatos e detalhes que ocorreram nos jogos.
Lia e revisava todas as edições à disposição, cruzava dados dos principais jornais do estado de Pernambuco, o Diario de Pernambuco, Jornal do Commercio, Diário da Noite, Jornal Pequeno, Folha de Pernambuco etc. O primeiro, em 1996, com um levantamento estatístico de todos os jogos do Timbu entre 1909 e 1969, o “Náutico – Retrospecto de todos os jogos”. Depois, mais três volumes, com a sua dedicação se estendendo aos rivais.
Para muitos jornalistas, Carlos Celso Cordeiro é o maior historiador de futebol do país. Histórias essas oriundos de seu incomparável acervo, com 20.200 partidas do futebol local desde a primeira peleja, em 1905. É também o historiador com maior número de livros publicado do país sobre o futebol.
Desenvolveu um tralhado destacável para o futebol pernambucano e do Brasil.

## Obras
- Náutico - Retrospecto de todos os jogos / 1ª parte 1909 a 1969.
- Náutico - Retrospecto de todos os jogos / 2ª parte 1970 a 1984.
- Náutico - Retrospecto de todos os jogos / 3ª parte 1985 a 1999.
- Náutico - Retrospecto de todos os jogos / 4ª parte 2000 a 2009.
- Sport - Retrospecto de 1905 a 1959. Editora: Livro Rápido
- Sport - Retrospecto de 1960 a 1979.
- Sport - Retrospecto de 1980 a 1999. ISBN 9788577162345 Editora: Livro Rápido
- Santa Cruz - Retrospecto de 1914 a 1959.
- Santa Cruz - Retrospecto de 1960 a 1979.
- Santa Cruz - Retrospecto de 1980 a 1999.
- Santa Cruz - Retrospecto de 2000 a 2013.
- Náutico - Grandes goleadores Kuki. Editora: Livro Rápido
- Náutico - Grandes goleadores Bita, o Homem do Rifle. Editora: Livro Rápido
- Náutico - A história em fotos.
- O clássico dos clássicos - 100 anos de história.
- Reis do futebol em pernambuco - Técnicos.
- Adeus, Aflitos!
- Reis do futebol em pernambuco - Goleadores.
- Campeonato pernambucano - 1915 a 1970. ISBN 8574092959 Editora: Edição do Autor
- Campeonato pernambucano - 1971 a 2000. Editora: Livro Rápido

## Morte
Morreu em 23 de janeiro de 2016, vítima de infecção respiratória. O escritor estava fazendo um tratamento de quimioterapia para tratar uma leucemia. O corpo foi velado e cremado no cemitério Morada da Paz, em Paulista/PE.
No dia do velório, sua filha leu o texto escrito por Carlos Celso Cordeiro, cujo título dizia: "minha visão de despedida".
| “ | Aposentado, recebi a recomendação de encontrar uma atividade prazerosa para ocupar meu tempo. Escolhi pesquisar as estatísticas dos jogos do Náutico. Concluído esse trabalho, eu havia me apaixonado pelas pesquisas. E passei a estudar as estatísticas de todo futebol pernambucano. Deste trabalho, resultou a publicação de mais de 20 livros sobre futebol. Por acaso, até 02 livros pessoais, menores. Um deles, com os colegas da Escola de Engenharia. Passei 20 anos nesta etapa de pesquisas e livros. Nestes 20 anos, novamente adquiri grandes amigos, em todo Brasil, e na imprensa pernambucana, que gostam do trabalho similar ao meu - escreveu Carlos Celso Cordeiro. | ” |